# آل مرسان
آل مرسان هي قرية تتبعُ الأحساء في المِنطقة الشرقيَّة في المَملكة العربيَّة السعوديَّة.

## الموقع
قرية آل مرسان، تبعد عن مدينة الهفوف بنحو 92 كم، وتقع في الجنوب الغربي للمدينة، وتبعد عن العاصمة الرياض مسافة 348 كيلومترًا.
القرية من ضمن هجر عريعرة التي تقع علي طريق الدمام - الرياض المنطقة الشمالية.

## التاريخ
قرية آل مرسان من بني هاجر وهي قبيلة قحطانية.